# Bucamps
Bucamps – miejscowość i gmina we Francji, w regionie Hauts-de-France, w departamencie Oise.
Według danych na rok 1990 gminę zamieszkiwało 117 osób, a gęstość zaludnienia wynosiła 20 osób/km² (wśród 2293 gmin Pikardii Bucamps plasuje się na 880. miejscu pod względem liczby ludności, natomiast pod względem powierzchni na miejscu 798.).